# Amo l'estate
Amo l'estate è un album di Nino D'Angelo, pubblicato nel 1990.

## Descrizione
Prodotto da Enzo Malepasso sotto etichetta "Dischi Ricordi".È un album dove vi è la collaborazione di grandi autori. Antonio Annona su tutti che ne cura anche gli arrangiamenti. Vi è ancora una collaborazione con Gigi D'Alessio che scrive la musica di "Non batte il cuore". C'è anche il ritorno di Antonio Casaburi (paroliere di tanti successi di D'Angelo),che collabora in "Ormaje si'a mia".Altri autori che partecipano sono i grandi V.Annona,B.Gallo, G.Naretti e P.Colonna.

## Tracce
1. Qualcosa da dimenticare - (N.D'Angelo-A.Annona) - 3:37
2. Nu poco 'e te - (N.D'Angelo-B.Gallo) - 4:35
3. Ormaje si 'a mia - (N.D'Angelo-A.Casaburi-A.Annona-N.D'Angelo) - 3:00
4. Amo l'estate - (N.D'Angelo) - 4:01
5. La sorella di Maria - (N.D'Angelo-V.Annona-N.D'Angelo) - 3:29
6. Non batte il cuore - (N.D'Angelo-G.D'Alessio) - 4:12
7. Vecchio amore - (N.D'Angelo) - 3:46
8. Notte e stanotte - (N.D'Angelo-A.Annona-G.Narretti-P.Colonna) - 3:22
9. Immagini - (N.D'Angelo) - 4:46
10. Un marito in libertà - (N.D'Angelo) - 3:03

## Formazione
- Nino D'Angelo - voce
- Roberto Zanaboni - tastiera, programmazione
- Claudio Bazzari - chitarra
- Giancarlo Porro - sax